# أمعائية لدويجية
أمعائية لدويجية (الاسم العلمي: Enterobacter ludwigii) هي نوع من البكتيريا يتبع جنس الأمعائية من الفصيلة الأمعائيات.